# Northland Rugby Football Union
Die Northland Rugby Football Union (NRFU) ist der Rugby-Union-Provinzverband der Region Northland auf der Nordinsel Neuseelands. Die Auswahlmannschaft des Verbandes in der nationalen Meisterschaft Air New Zealand Cup wird Northland Taniwha genannt und trägt ihre Heimspiele im Okara Park in Whangārei aus.
Der Verband wurde 1920 als North Auckland Rugby Union gegründet. Er besteht aus 54 Vereinen, die aufgrund der Größe der Region zu einer von sieben Unterverbände gehören. Northland war bisher viermal im Besitz des Ranfurly Shield, in den Jahren 1950, 1960, 1971 und 1978.
Spieler aus Northland sind berechtigt, in der internationalen Liga Super Rugby zu spielen und werden von den Blues aufgeboten (1995 bis 1998 von den Chiefs).

## Bekannte ehemalige und aktuelle Spieler
- James Arlidge
- Rupeni Caucaunibuca
- Sid Going
- Ian Jones
- Mose Tuiali'i